# Джозеф Вембо
Джозеф Алоїзіус Вембо-молодший (англ. Joseph Aloysius Wambaugh, Jr; нар. 22 січня 1937 — 28 лютого 2025) — американський письменник, відомий своїми книгами про роботу поліції. Багато його романів стали бестселерами. Використовував у розповідях, як вигадані так і реальні ситуації з життя, які знав ще за часів власної служби у поліції США.
Місцем дії його перших романів була Каліфорія, Лос-Анджелес та його околиці.
Перший же роман Уембо, «The New Centurions» (1971) приніс йому визнання критики і всесвітню популярність, чому значною мірою сприяв однойменний фільм 1972 року.
Уембо помер від раку стравоходу у своєму будинку в Ранчо Міраж, штат Каліфорнія, 28 лютого 2025 року у віці 88 років.

## Основні твори
- The New Centurions (1971, роман)
- The Blue Knight (1972, роман)
- The Onion Field (1973, документальна проза)
- The Choirboys (1975, роман)
- The Black Marble (1978, роман)
- The Glitter Dome (1981, роман)
- The Delta Star (1983, роман)
- Lines and Shadows (1984, документальна проза)
- The Secrets of Harry Bright (1985, роман)
- Echoes in the Darkness (1987, документальна проза)
- The Blooding: The True Story of the Narborough Village Murders (1989, документальна проза)
- The Golden Orange (1990, роман)
- Fugitive Nights (1992, роман)
- Finnegan's Week (1994, роман)
- Floaters (1996, роман)
- Fire Lover: A True Story (2002, документальна проза)
- Hollywood Station (2006, роман)